# Catherine Callbeck
Catherine Sophia Callbeck, née le 25 juillet 1939 à Central Bedeque, est une enseignante, femme d'affaires et femme politique canadienne, première ministre de l'Île-du-Prince-Édouard de 1993 à 1996.

## Biographie
Membre du Parti libéral, Catherine Callbeck est élue à l'Assemblée législative de l'Île-du-Prince-Édouard en 1974, puis nommée ministre de la Santé et des Services sociaux et ministre responsable des Personnes handicapées. Elle choisit de ne pas se représenter en 1978, afin de travailler à l'entreprise familiale.
Elle revient en politique en 1988 lorsqu'elle est élue à la Chambre des communes du Canada sous la bannière du Parti libéral du Canada. En janvier 1993, elle retourne à la politique provinciale en prenant la tête du Parti libéral de l'Île-du-Prince-Édouard et du gouvernement provincial. Lors de l'élection provinciale en mars de la même année, elle conduit les libéraux à la victoire, devenant la première femme chef d'un parti politique au Canada à mener son parti au succès lors d'une élection générale.
Elle est aussi la troisième femme première ministre provinciale ou territoriale dans l'histoire canadienne, précédée par Rita Johnston, devenue première ministre de Colombie-Britannique en 1991, en remportant la direction du parti au pouvoir mais qui a perdu l'élection provinciale subséquente, et Nellie Cournoyea, qui a dirigé le cabinet des Territoires du Nord-Ouest sous le système du gouvernement de consensus entre 1991 et 1995.
Callbeck occupe sa fonction alors que les deux autres postes les plus importants dans la province sont détenus par des femmes : Marion Reid étant lieutenante-gouverneure et Patricia Mella, cheffe de l'opposition officielle.
Son gouvernement est très impopulaire, toutefois, principalement à cause des coupures de 7,5 % dans les salaires des employés du secteur public, entachant la réputation de son parti pour des années à venir. En 1996, elle démissionne après seulement trois ans et demi à la tête du gouvernement provincial. En septembre 1997, elle est nommée sénatrice, sur avis du premier ministre Jean Chrétien, fonction qu'elle occupe jusqu'au 25 juillet 2014, quand elle atteint 75 ans, âge limite pour siéger à la chambre haute.